# Liste jüdischer Friedhöfe in Malta
Die Liste jüdischer Friedhöfe in Malta gibt einen Überblick zu jüdischen Friedhöfen (Iċ-Ċimiterju tal-Lhud) in Malta. Die Liste erhebt keinen Anspruch auf Vollständigkeit. Die Sortierung erfolgt alphabetisch nach den Ortsnamen.

## Liste der Friedhöfe
| Bezeichnung                        | Bild           | Ort                  | Weitere Informationen          |
| ---------------------------------- | -------------- | -------------------- | ------------------------------ |
| Jüdischer Friedhof (Marsa)         | weitere Bilder | Marsa (Lage)         |                                |
| Jüdischer Friedhof (Pietà (Malta)) | weitere Bilder | Pietà (Malta) (Lage) | Siehe auch Ta’ Braxia Cemetery |